# Chakravarthi Rajagopalachari
Chakravarthi Rajagopalachari (tamil. சக்ரவர்த்தி ராஜகோபாலாச்சாரி) (ur. 10 grudnia 1878 w Thorapalii, Tamilnadu, zm. 25 grudnia 1972 w Madrasie) – indyjski polityk, prawnik, pisarz, mąż stanu, pochodzenia tamilskiego. Ostatni Gubernator generalny Indii.
Bojownik o niepodległość Indii. Polityk Indyjskiego Kongresu Narodowego. W latach 1937–1939 oraz ponownie w latach 1952–1954 premier rządu stanowego w stanie Madras. W latach 1947–1948 gubernator Bengalu Zachodniego.
Od 21 czerwca 1948 do 26 stycznia 1950 był ostatnim gubernatorem generalnym Indii, a w latach 1950–1951 pełnił funkcję ministra spraw wewnętrznych.